# Bondia
Bondia é um jornal gratuito em catalão que tem duas edições: uma em Andorra e outra na cidade de Lérida e arredores. O primeiro é publicado pela editora andorrana fundada por Carles Naudi d'Areny Plandolit La Veu del Poble (A Voz do Povo), enquanto o segundo pelo grupo catalão Grup 100. Inicialmente, o jornal era propriedade exclusiva do Grup 100, que publicou duas edições, uma de Andorra e a outra de Lérida. Mas, os jornais foram comprados pela La Veu del Pueblo. Esta editora também comprou a edição More Andorra, também de propriedade de outro grupo catalão.
A edição de Lérida, publicada em 2006, é publicada de segunda a sexta-feira (exceto feriados) e tem circulação diária de 15.000 exemplares.  Atualmente, possui 31.000 leitores diários, tornando-o o segundo jornal mais lido em catalão em Lérida, depois do Segre.